# Gouden Roos (katholicisme)
De Gouden Roos (Latijn: Rosa aurea) wordt door de paus jaarlijks gewijd op zondag Laetare, de vierde zondag van de vastentijd. Hij wordt aangeboden aan personen, colleges, steden of landen. De Gouden Roos symboliseert de deugden die de overheid moet bezitten. Het gebruik van deze hoge kerkelijke onderscheiding is heel oud. Paus Leo IX vermeldt in 1051 dat het toen al een oude traditie was. Sinds de 18e eeuw is ze alleen nog maar toegekend aan belangrijke heiligdommen en aan katholieke vorstinnen die uitblinken in vroomheid of liefdadigheid.
De Gouden Roos werd in de 20e eeuw sinds de dood van paus Pius XII uitsluitend geschonken aan bedevaartplaatsen van, voornamelijk, Maria.
Paus Paulus VI (1963-1978) schonk er vijf; Paus Johannes Paulus II (1978-2005) schonk er negen; Paus Benedictus XVI (2005-2013) schonk er achttien; Paus Franciscus, ten slotte, schonk zijn eerste gouden roos op 22 november 2013 aan Onze-Lieve-Vrouw van Guadalupe (haar tweede).
Enkele belangrijke kerken die de roos meermaals ontvangen hebben zijn Sint-Pietersbasiliek (vijfmaal), Sint-Jan van Lateranen (viermaal) en Santa Maria Maggiore (tweemaal).

## Katholieke vorstinnen

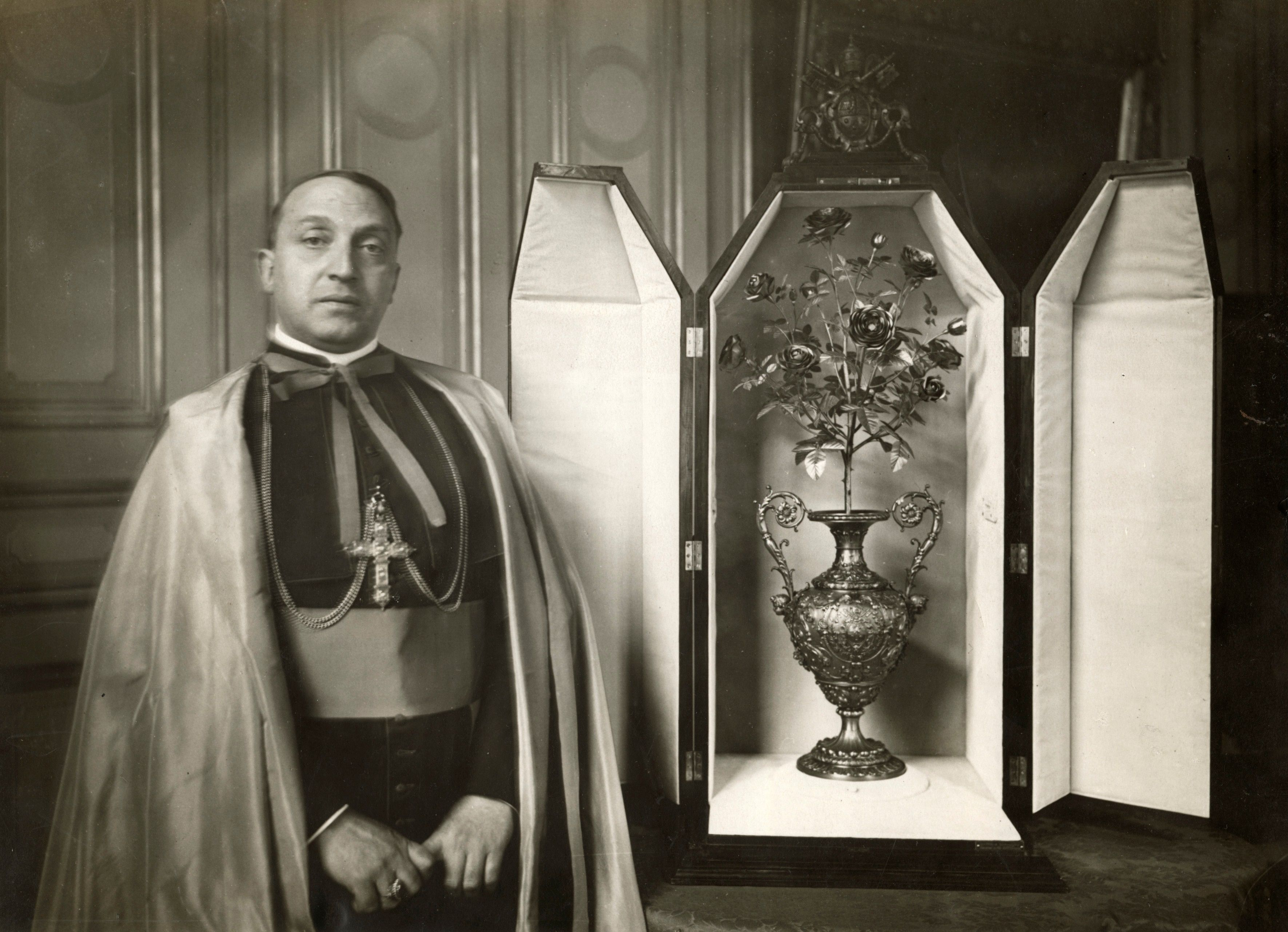
De Paus schonk Koningin Elisabeth in 1926 een Gouden Roos, die door de nuntius Mgr. Micara werd overhandigd tijdens een audiëntie.

- Koningin Catharina de' Medici, in 1548 van paus Paulus III
- Koningin Maria Theresia van Oostenrijk, vrouw van Lodewijk XIV, in 1668 van paus Alexander VII
- Keizerin Eugenie van Frankrijk, in 1856 van paus Pius IX
- Keizerin Elisabeth van Oostenrijk-Hongarije, in 1868 van paus Pius IX
- Koningin Marie Amélie van Orléans, in 1892 van paus Leo XIII
- Koningin Marie Henriëtte van Oostenrijk, koningin der Belgen, in 1893 van paus Leo XIII
- Koningin Elisabeth, koningin der Belgen, in 1926 van paus Pius XI
- Groothertogin Charlotte van Luxemburg was de laatste vorstin die hem ontving, in 1956

## Paus Paulus VI(1963-1978)
- Geboortekerk in Bethlehem (Palestina, 1964)[2]
- Onze-Lieve-Vrouw van Fátima (Portugal, 1965)[3]
- Onze-Lieve-Vrouw van Guadalupe (Mexico, 1966)[4]
- Onze-Lieve-Vrouw van Aparecida (Brazilië, 1967)[4]

## Paus Johannes Paulus II(1978-2005)
- Zwarte Madonna van Częstochowa (Polen, juni 1979)[5]
- Onze-Lieve-Vrouw van Knock (Ierland, september 1979)[6]
- Onze-Lieve-Vrouw van Luján (Argentinië, juni 1982)[7][8][9][10]
- Onze-Lieve-Vrouw van Kalwaria (Polen, juni 1987)
- Onze-Lieve-Vrouw van de Evangelizatie (Peru, mei 1988)[11]
- Heilig huis van Loreto (Italië, december 2000)[12]
- Onze-Lieve-Vrouw van Lourdes (Frankrijk, augustus 2004)[13][14]
- Oratorium van Heilige Joseph (Canada, oktober 2004)[15]
- Onze-Lieve-Vrouw van Sameiro (Portugal, december 2004)[16]

## Paus Benedictus XVI (2005-2013)

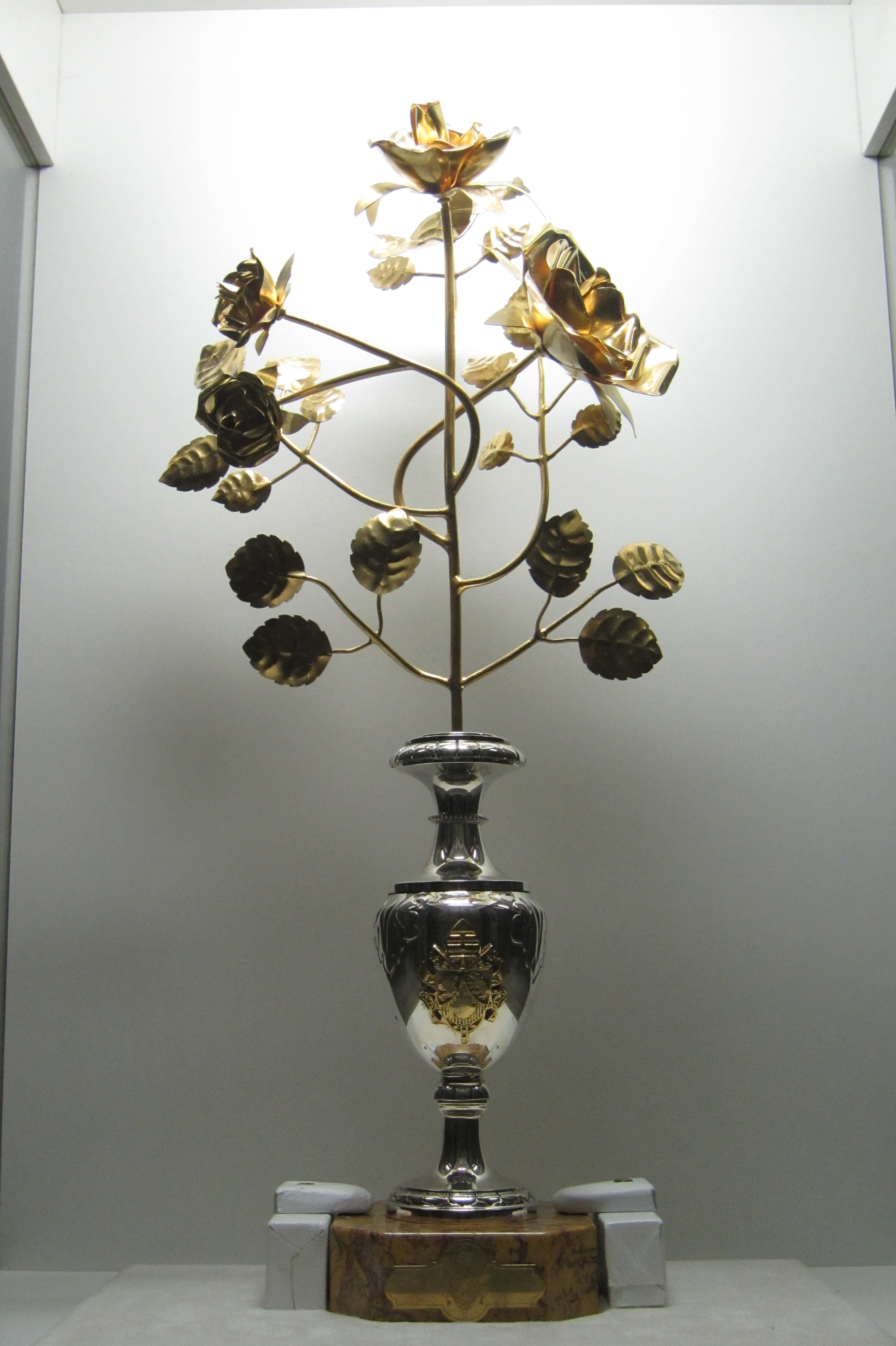
Gouden Roos van de basiliek van Scherpenheuvel

- Zwarte Madonna van Częstochowa (Polen, 2006, haar tweede)[17]
- Onze-Lieve-Vrouw van Aparecida (Brazilië, 12 mei 2007, haar tweede)[18]
- Onze-Lieve-Vrouw van Mariazell (Oostenrijk, 8 september 2007)[19][20]
- Genademoeder van Altötting (Duitsland, 9 april 2008)[21]
- Basiliek van het Nationaal Heiligdom van de Onbevlekte Ontvangenis (VS, 16 april 2008)[22]
- Onze-Lieve-Vrouw van Genade (Savona, Italië, 17 mei 2008)[23]
- Onze-Lieve-Vrouw van Guardia (Genua, Italië, 18 mei 2008)[23]
- Onze-Lieve-Vrouw van Bonaria (Cagliari, Sardinië, Italië, 7 september 2008)[23]
- Madonna van de Rozenkrans (Pompeï, Italië, 19 oktober 2008)[24][25]
- Onze-Lieve-Vrouw van het Kruis (L'Aquila, Italië, 28 april 2009, na de aardbeving)[26]
- Onze-Lieve-Vrouw van Europa (Gibraltar, mei 2009)[27][28]
- Onze-Lieve-Vrouw van Cabeza (Jaén, Spanje, 22 november 2009)[23]
- Onze-Lieve-Vrouw van Ta' Pinu (Malta, 18 april 2010)[29]
- Onze-Lieve-Vrouw van Fátima (Portugal, 12 mei 2010, haar tweede)[30][31]
- Onze-Lieve-Vrouw van Valle (Catamarca, Argentinië, 23 augustus 2010)[10][32][33]
- Maagd van Socorro (Valencia, Venezuela, 13 november 2010)[34]
- Onze-Lieve-Vrouw van Barmhartigheid (Cuba, 26 maart 2012)[35][36]

Op 2 februari 2011, ten slotte, op het feest van de opdracht van de Heer in de tempel (Maria-Lichtmis), schonk hij ze aan Onze-Lieve-Vrouw van Scherpenheuvel, voor het eerst in België. De Gouden Roos werd door aartsbisschop André-Jozef Léonard tijdens een viering op zondag 15 mei in ontvangst genomen van de pauselijke nuntius en in de basiliek van Onze-Lieve-Vrouw van Scherpenheuvel geplaatst.